# Zinaida Greceanîi
Zinaida Greceanîi (Зинаида Петровна Гречаная) född 7 februari 1956 i Tomsk, Ryssland, är en moldavisk politiker. Hon var Moldaviens premiärminister 31 mars 2008 till 14 september 2009 och blev därmed landets första kvinna på posten. Hon har tidigare även varit finansminister. Fram till och med 2011 var hon medlem av Moldaviska republikens kommunistiska parti och bytte därefter till socialistiska partiet.
Hon ställde upp i presidentvalet 2009 som kandidat för kommunistpartiet men saknade en röst för att bli vald med 60% av rösterna i parlamentet. 
Greceanîi valdes till ledare för socialistpartiet 19 december 2016  efter att Igor Dodon tvingats avgå som partiledare efter att ha vunnit presidentvalet, som från 2016 är ett direktval. Den 8 juni 2019 valdes hon till talman i parlamentet.